# Diplusodon irwinii
Diplusodon irwinii är en fackelblomsväxtart som beskrevs av A. Lourteig. Diplusodon irwinii ingår i släktet Diplusodon och familjen fackelblomsväxter. Inga underarter finns listade i Catalogue of Life.